# Klooster van São Vicente de Fora
Het Klooster van São Vicente de Fora is een kerk en klooster uit de zeventiende eeuw in Lissabon. Het is een van de belangrijkste maniëristische gebouwen in Portugal. Het koninklijke pantheon van het huis Bragança maakt deel uit van het complex.

## Geschiedenis
Rond 1147 stichtte Afonso Henriques voor de Augustijnen een klooster gewijd aan Vincentius van Zaragoza, de patroonheilige van Lissabon. Dit romaanse klooster lag buiten de stadsmuren, waaraan de toevoeging de fora nog herinnert. Tijdens de Middeleeuwen was het een van de belangrijkste kloosters van Portugal.
Onder Filips II van Spanje, die in 1580 ook koning van Portugal was geworden, kreeg het klooster zijn huidige aanzien. De kloosterkerk werd tussen 1582 en 1629 gebouwd. Het is niet duidelijk wie de architect was, maar het is waarschijnlijk dat de Italiaanse Jezuïet Filippo Terzi en de Spanjaard Juan de Herrera een belangrijk aandeel hebben geleverd. Pas in de achttiende eeuw was het hele complex voltooid.
Nadat alle religieuze orden in 1834 opgeheven werden in Portugal, deed het klooster dienst als paleis van de aartsbisschop van Lissabon. Nog altijd worden de aartsbisschoppen er begraven in het Pantheon van de patriarchen van Lissabon, voor de laatste maal in 2014 na het overlijden van José da Cruz Policarpo.

## Beschrijving
De kerk heeft een majestueuze, sobere façade in maniëristische stijl, toegeschreven aan de Portugese architect Baltazar Álvares. Dit type voorgevel met twee torens en standbeelden in nissen zou in het Portugese rijk veel navolging vinden. In het onderste deel geven drie bogen toegang tot de narthex. Het ontwerp van de kerk volgt in grote lijnen dat van de Gesú in Rome. Het door een tongewelf overdekte schip heeft aan weerszijden onderling verbonden zijkapellen. Boven de kruising verrees een grote koepel die tijdens de aardbeving van 1755 verwoest werd. Het baldakijn boven het hoofdaltaar is een barok werk van de hand van een van Portugals beste beeldhouwers, Joaquim Machado de Castro. Hij maakte ook de levensgrote houten beelden die er bij staan opgesteld.
Een barok portaal naast de kerk geeft toegang tot de kloostergebouwen. Aan de binnenkant is de entree versierd met een plafondschildering van Vincenzo Baccarelli uit 1710 en achttiende-eeuwse azulejos die de geschiedenis van het klooster vertellen. Er zijn onder meer scènes te zien van het beleg van Lissabon in 1147. Ook in de twee kloostergangen zijn veel azulejos aangebracht. De 38 panelen die de fabels van La Fontaine als onderwerp hebben, vormen het hoogtepunt van deze collectie. Tussen beide kloostergangen ligt de sacristie, die overdadig is gedecoreerd met schilderijen en marmer in verschillende kleuren.

## Koninklijk pantheon van het Huis Bragança
In 1855 liet koning Ferdinand II de refter ombouwen tot pantheon en de tombes van de leden van het Huis van Bragança overbrengen naar deze ruimte. Deze traditie werd voortgezet tot Emanuel II, de laatste koning van Portugal.
De meeste graven bevinden zich aan de zijkant in sobere marmeren kasten met plaats voor vier tombes. Kronen op de zijkant en op de bovenkant markeren het graf van een koning. In het midden van de zaal staan vier tombes. De graven met het standbeeld van een rouwende vrouw behoren toe aan Karel I en zijn zoon Lodewijk Filips, slachtoffers van een moordaanslag in 1908. Emanuel II en zijn vrouw Marie Amélie van Orléans vinden hun laatste rustplaats in de andere twee tombes.

## Afbeeldingen

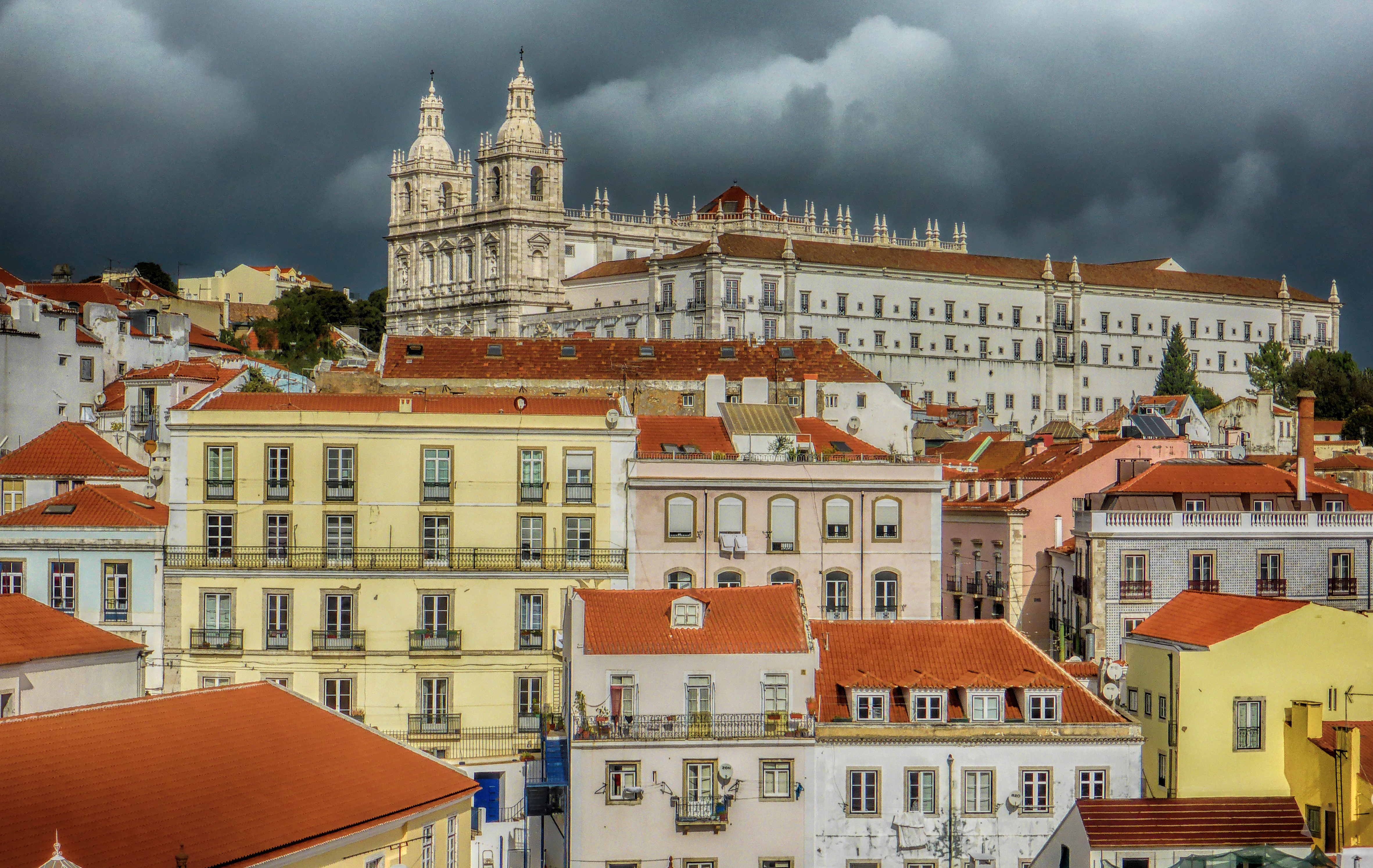
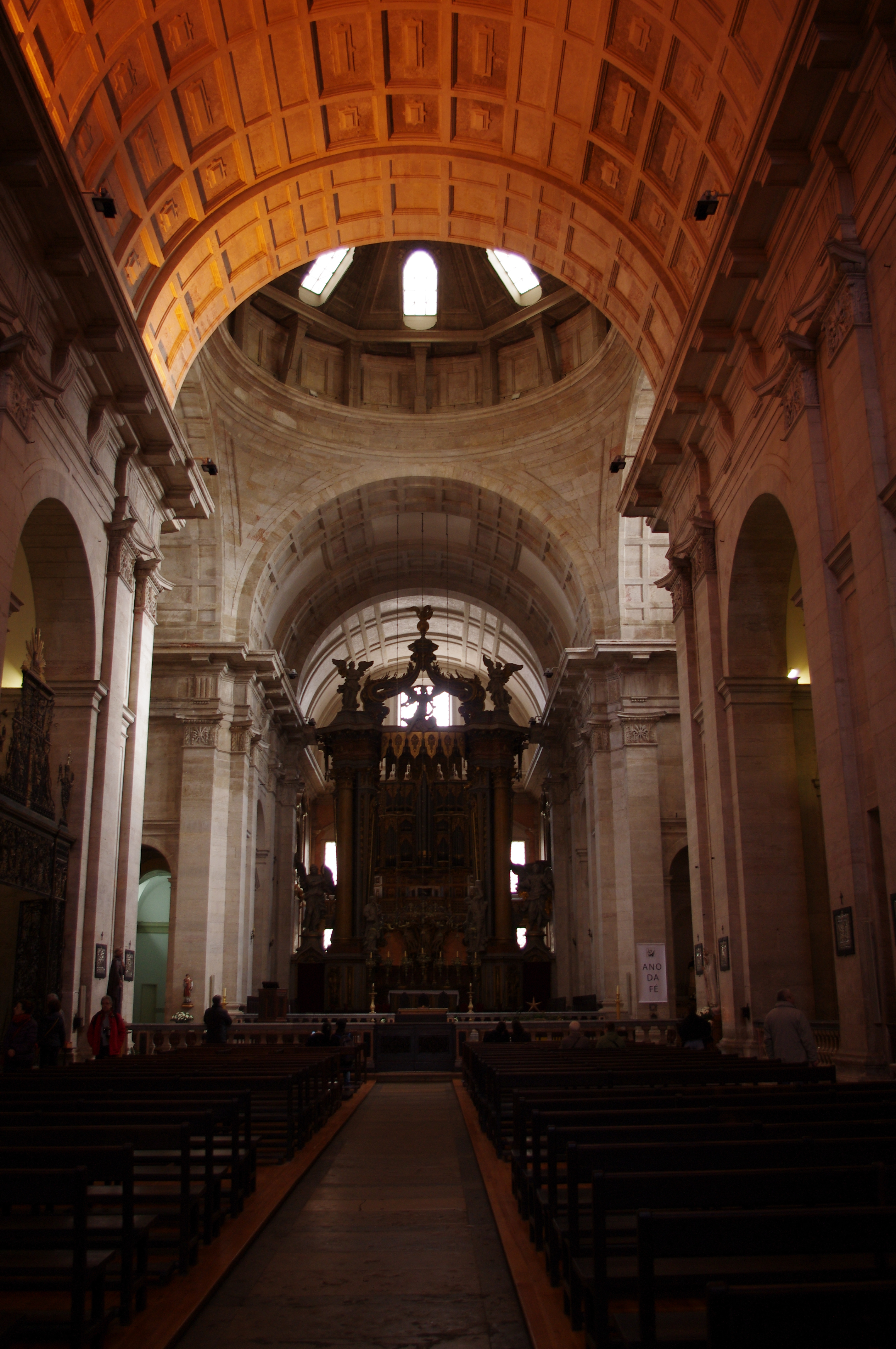
interieur van de kloosterkerk
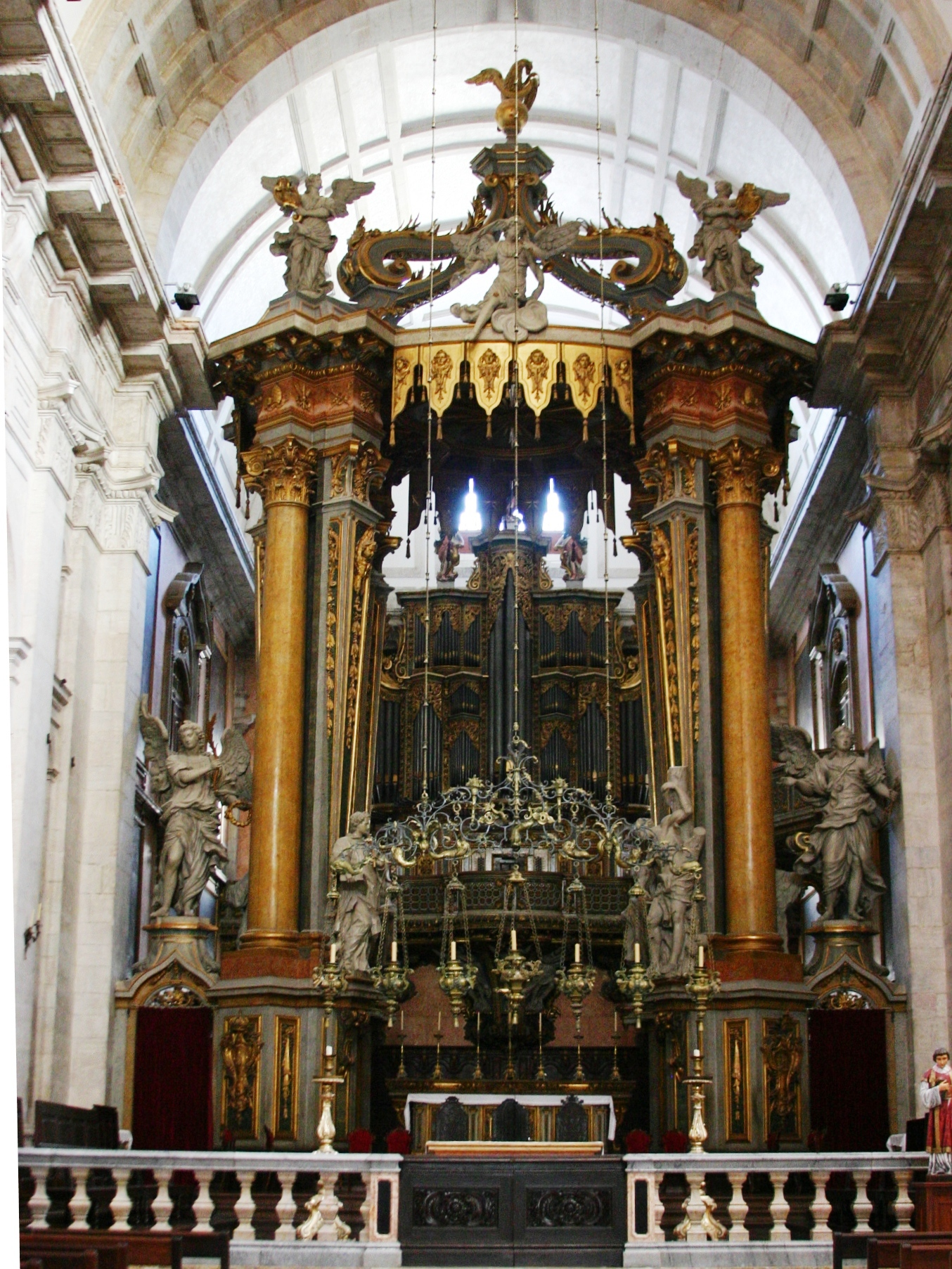
hoofdaltaar
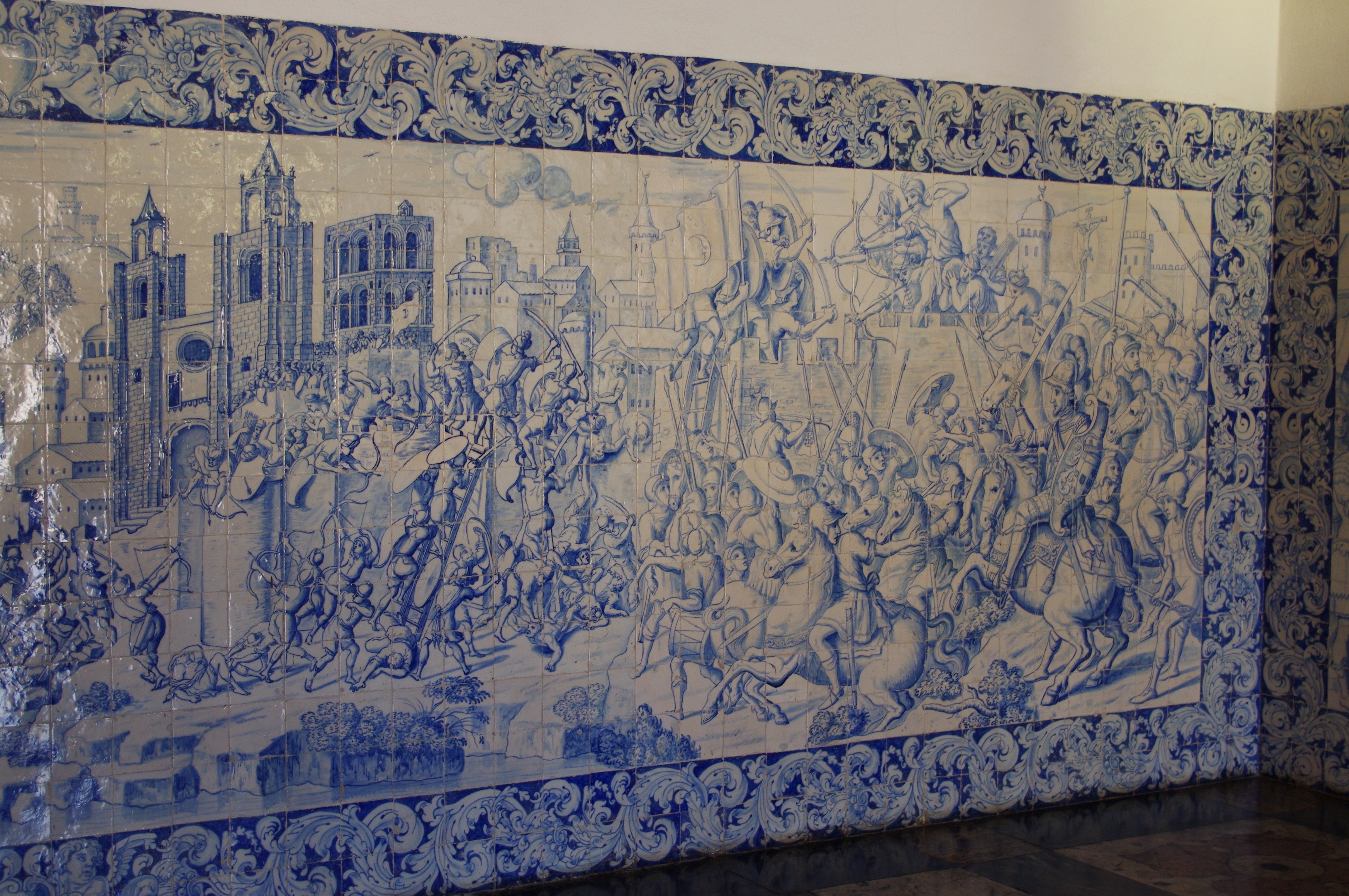
azulejos met het beleg van Lissabon
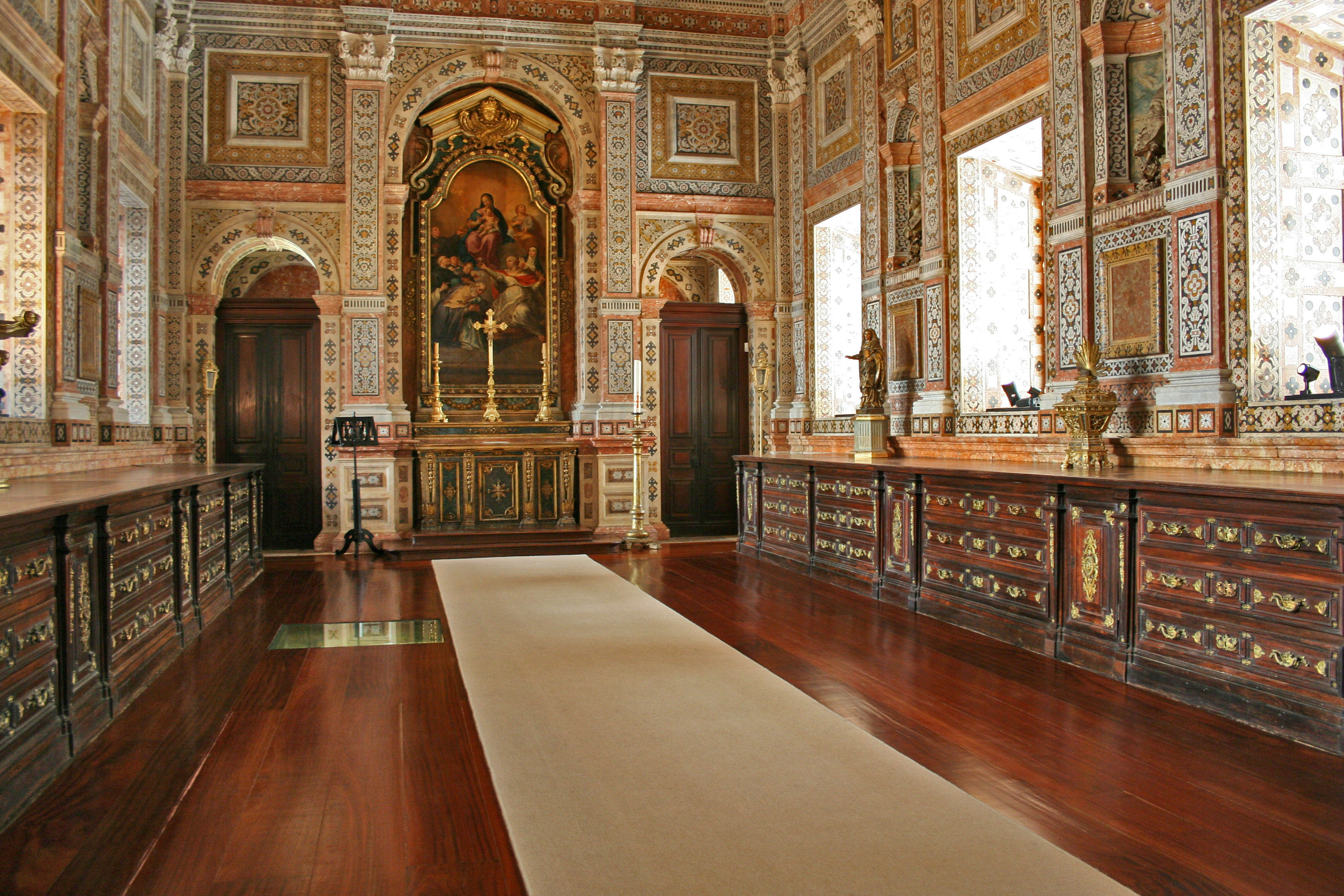
sacristie
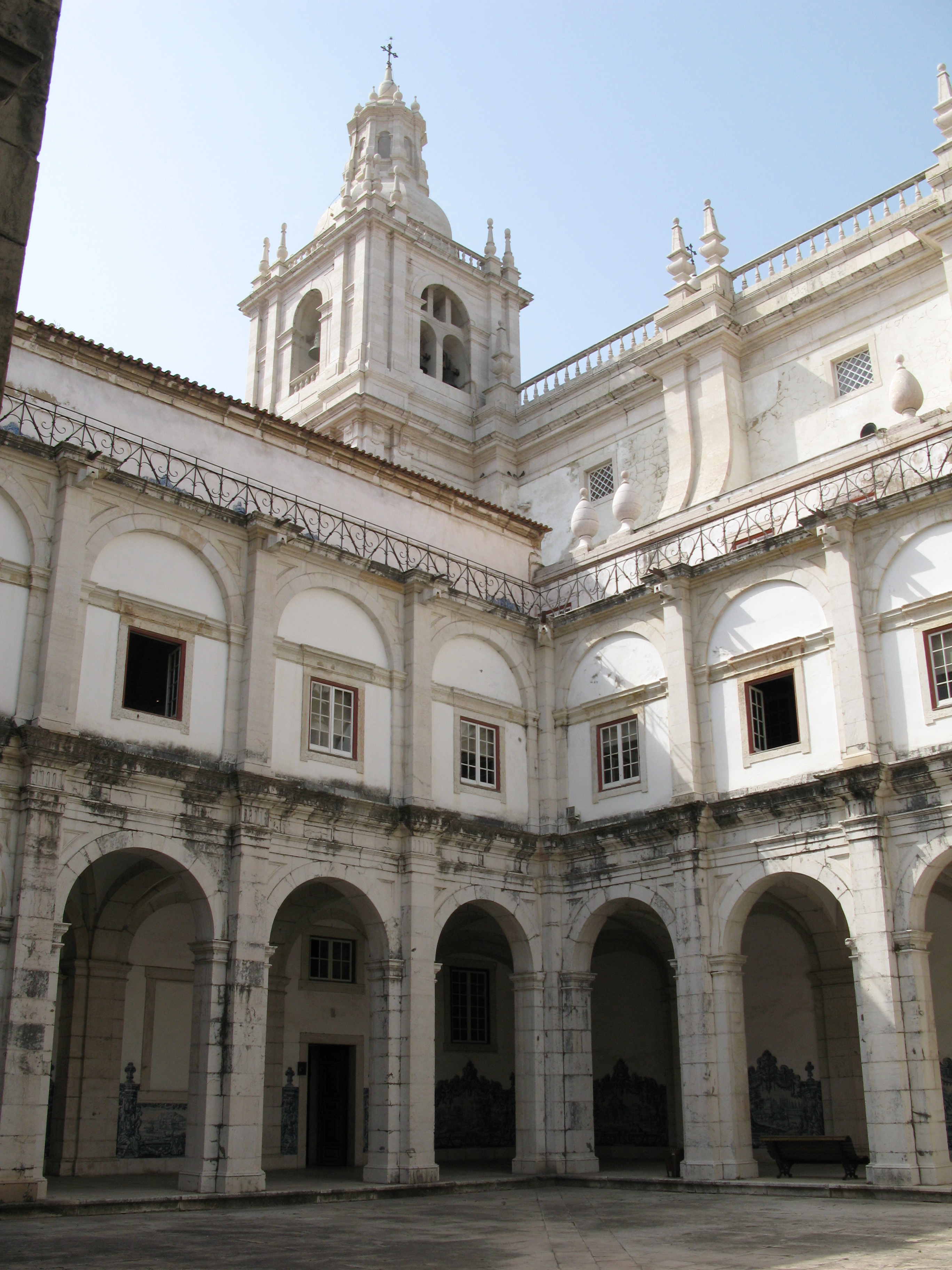
kloostergang
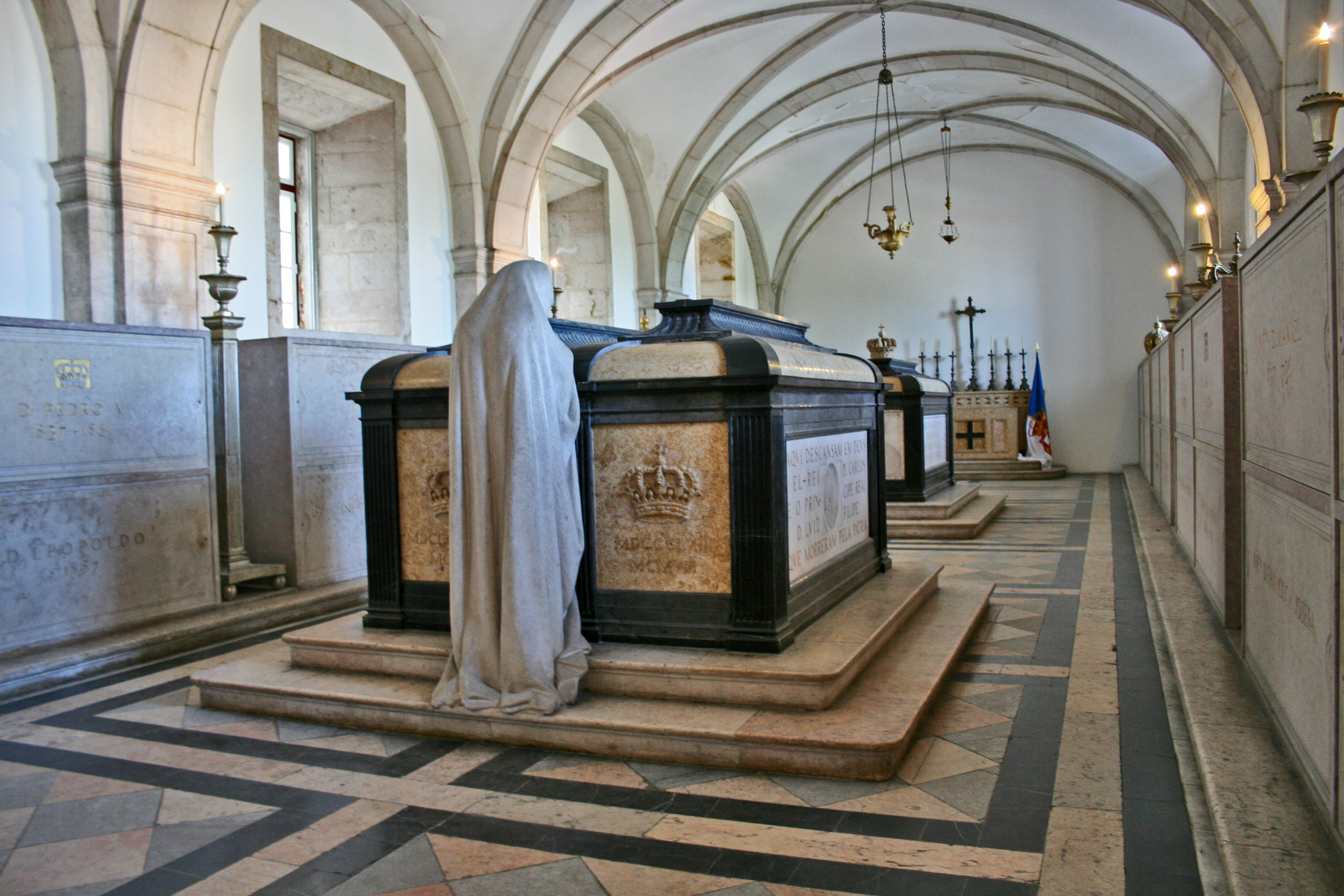
pantheon